# یاکوبا کولیبالی
یاکوبا کولیبالی (انگلیسی: Yacouba Coulibaly؛ زادهٔ ۲ اکتبر ۱۹۹۴) بازیکن فوتبال اهل بورکینافاسو است.
وی همچنین در تیم ملی فوتبال بورکینافاسو بازی کرده‌است.